# Barravento
Barravento és una pel·lícula dramàtica brasilera de 1962 dirigida per Glauber Rocha. Va ser el debut com a director de Rocha i és protagonitzada per Antônio Pitanga, Luíza Maranhão, Lucy Carvalho i Aldo Teixeira. La trama gira al voltant d'un ex-pescador que torna al llogaret en la qual es va criar per a intentar alliberar el poble del domini de la religió. És una de les pel·lícules més importants del moviment Cinema Novo, que aborda els problemes sociopolítics del Brasil. Es va rodar íntegrament en localitzacions de Salvador de Bahia, entre 1959 i setembre de 1960.

## Argument

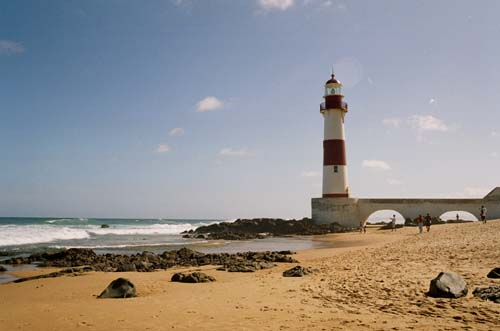
El far d’Itapuã, un dels escenaris naturals que es veuen a la pel·lícula.

Després de molts anys d'absència, Firmino torna a la comunitat en la qual es va criar: un poble de pescadors de sorell format per descendents d'antics esclaus negres arribats al Brasil des d'Àfrica. Habiten en una platja de la costa de Bahia.
Firmino intenta inculcar als nadius noves idees sobre la llibertat, però la comunitat no l’escolta, ja que continuen sent fatalistes, religiosos, analfabets i explotats pels comerciants de la ciutat. Només la vídua Cota s'acosta a ell i es converteix en la seva amant. Els pescadors segueixen les orientacions de la sacerdotessa i de Mestre, un antic protegit de Iemanjá, la deessa de la mar al candomblé, que és la religió que tots professen. Segons la creença, en la seva condició de protegit garanteix bon temps i pesca abundant a tots els que li acompanyin.
Davant l'avançada edat de Mestre, Iemanjá tria al jove Aruã com a nou protegit i, com és gelosa, per a no perdre l'"encant", el jove no podrà dormir amb cap dona. Això el fa sofrir ja que se sent atret per Naína, una noia blanca que viu al poble amb el seu pare Vicente, un devot de la deessa. Firmino creu que els nadius només canviaran d'actitud si demostra que Aruã no és un "sant" i demana a Cota que assetgi al noi.

## Repartiment
- Antônio Pitanga: Firmino Bispo dos Santos
- Luíza Maranhão: Cota
- Lucy Carvalho: Naína
- Aldo Teixeira: Aruã
- Lidio Silva: Mestre

## Distincions
La pel·lícula es va presentar en la Quinzena de Cineastes, en la selecció paral·lela del 22è Festival Internacional de Cinema de Canes.